# Wappen der Provinz Burgos

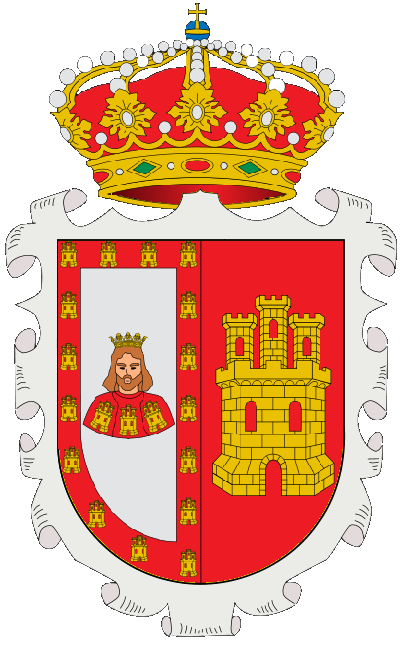
Wappen der Provinz Burgos seit dem 9. November 1877

Das Wappen der Provinz Burgos wurde durch eine Plenarentscheidung der Abgeordnetenversammlung der Provinz am 9. November 1877 angenommen. Es erschien am 2. September 1962 auf der neunten Briefmarke der Serie Escudos provinciales españoles. Damals wurde der Wappenschild noch von der alten, offenen, spanischen Königskrone gekrönt, mit dem Regierungsantritt von Juan Carlos I. am 22. November 1975 wurde diese durch die geschlossene Version der Königskrone ersetzt.

## Beschreibung
In der Heraldik werden die Bezeichnungen rechts und links grundsätzlich aus der Sicht der Person verwendet, die den Schild vor sich her tragen würde, also entgegengesetzt zur Sicht des Betrachters.
Der Wappenschild ist von Silber von Rot gespalten. Rechts steht in Silber die Büste eines bärtigen Königs in einem roten Gewand mit einer offenen, goldenen Krone auf dem Haupt. Das Gewand ist mit drei nebeneinanderliegenden goldenen Kastellen belegt. Auf dem roten Rand der Schildhälfte liegen 16 ebensolche goldene Kastelle. Links steht in Rot ein goldenes, schwarz vermauertes Kastell mit offenen Tor- und Fensteröffnungen.
Der Wappenschild ruht in einer silbernen Barockkartusche und wird von der geschlossenen Königskrone Spaniens überragt.

## Historische Herkunft der Wappenbestandteile
Die Büste des Königs in der rechten Schildhälfte ist diejenige von Ferdinand III. von Kastilien, der 1219 in Burgos Beatrix, die Tochter des römisch-deutschen Königs Philipp von Schwaben heiratete und 1221 den Grundstein für die heutige Kathedrale von Burgos legte. Seine Büste erscheint seit 1259 im Stadtwappen von Burgos. Die drei Kastelle auf seinem Umhang stehen für die Festungen von Lara, Cellorigo und Muñó, Keimzellen des späteren Königreichs Kastilien und prägend für dessen Namensgebung. Sie wurden 1899 vom Maler und Historiker Isidro Gil Gabilondo identifiziert, als er eine Neuversion des Stadtwappens von Burgos entwarf.
Das goldene, dreitürmige Kastell wurde während der Regierungszeit Alfons VIII. zwischen 1171 und 1176 zum Symbol für das Königreich Kastilien. Meist wurde es auf rotem Grund gezeigt, wie es auch im Provinzwappen von Burgos der Fall ist.